# زیردریایی یو-۳۸۸
زیردریایی یو-۳۸۸ (به انگلیسی: German submarine U-388) یک زیردریایی بود که طول آن ۶۷٫۱ متر (۲۲۰ فوت ۲ اینچ) بود. این زیردریایی در سال ۱۹۴۲ ساخته شد.